# علي الحازمي
علي محمد عبد الله الحازمي شاعر سعودي، ولد عام 1970 في ضمد التابعة لمنطقة جازان جنوب المملكة العربية السعودية. حصل الحازمي في بداية حياته على الشهادة الابتدائية، ثم التحق بالمعهد العلمي بضمد، وبعد إنهاء دراسته بالمعهد التحق بجامعة أم القرى في مكة المكرمة وتخرج من قسم اللغة العربية عام 1412 هـ. نشرت قصائده في الصحف والمجلات المحلية والعربية والعديد من الدوريات الثقافية المتخصصة. شارك في إحياء العديد من الأمسيات الشعرية في العديد من الأندية الأدبية المحلية، والمهرجانات والملتقيات الأدبية في عدد من دول العالم.

## دواوينه الشعرية
للحازمي من الدواوين ستة دواوين هي:
- بوابة للجسد: صدر عن دار العلم بجدة عام 1993.
- خسران: صدر عن دار شرقيات بالقاهرة عام 2000.
- الغزالة تشرب صورتها: صدر عن المركز الثقافي ببيروت عام 2004.
- مطمئنا على الحافة: صدر عن منشورات دار الكوكب ببيروت عام 2009.
- الآن في الماضي: صدر عن الدار العربية للعلوم ناشرون بيروت عام 2018.[2]
- تحط الفراشة وشماً : مختارات شعرية صدرت عن دار بتانة القاهرة 2022
- غصن وحيد للغناء: صدر عن دار أدب للنشر - الرياض 2023

### الدواوين الصوتية
- قصائد مختارة: ديوان صوتي شعري، صدر عن نادي حائل الأدبي 2010م.[3]

### الترجمات
- شجر الغياب: مختارات شعرية صدرت باللغة الفرنسية عن دار «ليل ديدسيون» الفرنسية 2016م.[4]
- حياة تتشظى: مختارات شعرية صدرت باللغة التركية عن دار آرتشوب. إسطنبول تركيا 2017م.[5]
- خذني إلى جسدي: مختارات شعرية صدرت باللغة الصربية عن دار ألما. بلغراد.صربيا 2019م.[6]
- شارع في جدار: مختارات شعرية صدرت باللغة المقدونية عن دار. Akademski pečat سكوبيه مقدونيا 2019 [7]
- درب أكيد في الضباب: مختارات شعرية صدرت باللغة الإنجليزية واللغة الرومانية عن دار أورنت داكشيدنت الرومانية 2017م.[8]
- . (وردة الشوك) مختارات شعرية مشتركة صدرت باللغة الإسبانية عن مؤسسة ستيروس الثقافية بالأرجنتين 2020[9][10]
- (وشم الفراشة)مختارات شعرية باللغة الإيطالية صدرت عن دار النشر  " IL CUSCINO DI STELLE " إيطاليا 2021[11][12]
- (البعيد هنا) مختارات شعرية باللغة الصينية عن دار ثقافة الأرض للنشر بالصين 2021 [13]
- ( وشم الفراشة ) مختارات شعرية باللغة الألمانية عن دارVERLAG EXPEDITIONEN هامبورغ، ألمانيا 2023[14][15]
- ( شارع في جدار ) مختارات شعرية باللغة الإنجليزية  صدرت عن دارMundus Artium - جامعة دالاس-تكساس-الولايات المتحدة الأمريكية 2024 [15][16]
- ترجمت مجموعته الشعرية مطمئنا على الحافة إلى اللغة الإسبانية وصدرت عن جامعة كوستاريكا بالاشتراك مع بيت الشعر الكوستاريكي 2013م.[17]
- ترجمت مجموعته الشعرية مطمئنا على الحافة إلى اللغة الفرنسية وصدرت عن دار «لارماتان» الفرنسية بباريس 2016م.[18]

## مشاركاته
- شارك أيضا في إحياء أمسية شعرية بمؤسسة العفيف الثقافية بالعاصمة اليمنية صنعاء عام 2003.
- شارك في مهرجان الشعراء العرب الذي أقيم باليمن عام 2004، وأقام أمسية شعرية ببيت الثقافة بصنعاء عام 2005.[19]
- شارك بمهرجان الشعر العالمي الثاني عشر بكوستاريكا 2013م.[20][21]
- شارك بمهرجان الشعر العالمي «أصوات حية»  في طليطلة – إسبانيا 2014م.[22]
- شارك بمهرجان الشعر العالمي الرابع عشر بالأوروغواي 2015م.[23]
- شارك بأمسية شعرية بمدريد بمناسبة يوم الشعر العالمي نظمتها دار النشر الإسبانية «لاتردوليا لبراليا سيليس» 2016م.[24]
- شارك بمهرجان الشعر العالمي بهافانا - كوبا 2016م[25]
- شارك بمهرجان «ميدلين» العالمي للشعر، كولومبيا 2016م.[26][27]
- شارك بمهرجان إسطنبول الشعري، تركيا.[28] 2016
- شارك بمهرجان روما العالمي للشعر، إيطاليا 2017م.[29]
- شارك بمهرجان ليالي الشعر العالمي، رومانيا 2017م.[30]
- شارك بمهرجان مدريد العالمي للشعر، إسبانيا 2017م.[31][32]
- شارك بمهرجان ملقا العالمي للشعر، إسبانيا 2018م.[33]
- شارك بمهرجان شباط العالمي للشعر، مدريد -إسبانيا 2018م.[34]
- . مهرجان بانوراما العالمي للشعر - الهند 2020.[35]
- مهرجان شعراء أمريكا الجنوبية - بوليفيا 2020.[36]
- مهرجان سيروس العالمي للشعر-الأرجنتين 2020.[37]
- مهرجان ميدلين العالمي للشعر - كولومبيا 2020.[38]
- مهرجان كوستاريكا العالمي للشعر -كوستاريكا 2020[39]
- المهرجان الأدبي الأوربي الآسيوي لمهرجانات " LIFFT ” في نسخته الخامسة 2021 إسطنبول، تركيا .
- المهرجان الأدبي الأوربي الآسيوي لمهرجانات " LIFFT ” في نسخته السادسة 2023 القاهرة ، مصر .
- معرض الثقافة السعودية ، باريس ، فرنسا 2023
- معرض بكين الدولي للكتاب ، بكين ، الصين 2024
- لقاء أدبي مفتوح مع طلاب جامعة مدريد كومبلتنسه الإسبانية 2025
- مهرجان شباط الشعري الدولي ، مدرید، ، إسبانيا 2025 [40]
- الملتقى العربي الإسباني الأمريكي ، سلامانكا - إسبانيا 2025 [41]
- وقع عقدا مع شركة قوقل الأمريكية يتضمن شراءها لحقوق بعض من قصائده ونشرها عبر خدمة «مساعد قوقل Google Assistant»[42]

## الجوائز
- فاز بجائزة الشعر بمهرجان الأورجواي الشعري 2015م [43][44]
- فاز بالجائزة العالمية الكبرى لمهرجان ليالي الشعر العالمي برومانيا 2017م [45][46][47][48][49]
- فازت قصيدته (شارع في جدار) بجائزة " Verbumlandi " الشعرية الدولية لمدينة "  Galateo " الإيطالية 2017م[50][51][52]
- جائزة أفضل شاعر دولي لعام 2018 من المركز الدولي للترجمة والبحوث الشعرية في الصين.[53][54]
- . جائزة الأيقونة العالمية 2020 من Writers Capital International Foundation - إيطاليا[55][56]
- الجائزة الكبرى «المؤلف الأجنبي» جائزة ألوان الروح  " I COLORI DELL'ANIMA " سانريمو - إيطاليا 2021[57]
- جائزة «الفيديرتشيانو IL FEDERICIANO» الإيطالية، روكا امبريال، مقاطعة كوزنسا 2022[58][59][60]
- • جائزة الأدب والفنون الدولية الإيطالية ” Nuovi Occhi sul Mugello ” 2022 [61][62]
- جائزة "أفضل شاعر دولي لعام 2022" من المركز الدولي للترجمة والبحوث الشعرية في الصين (IPTRC).
- جائزة المهرجان الأدبي الأوراسي (الأوربي الآسيوي) للمهرجانات “ LIFFT ” روسيا- 2023[63]
- الجائزة الأولى للشعر -الجائزة الأدبية الدولية لمدينة أرونا Arona الإيطالية 2023[64][65]
- جائزة ساهيتو الدولية للأدب Sahito International Prize for Literature بنغلاديش 2023[66]
- الشخصية المكرمة بالملتقى العربي الإسباني الأمريكي في دورته الثالثة ، مدينة سلامانكا - إسبانيا 2025 [40]